# 藤崎成益
藤崎 成益（ふじさき しげやす、1974年11月14日 - ）は、日本の男性俳優、声優。静岡県伊豆の国市出身。2011年3月まで81プロデュースに所属していた。身長175cm。
筑波大学卒業。

## 出演作品

### テレビドラマ
- ジョシデカ!-女子刑事-

### テレビ番組
- シャキーン!

### テレビアニメ
2008年
- スケアクロウマン（清掃車の声）

2009年
- 銀魂（インストラクター）

2010年
- いちばんうしろの大魔王（内閣官房）
- 銀魂（陰陽師）

### 劇場アニメ
2012年
- ももへの手紙

### OVA
2008年
- .hack//G.U. TRILOGY

### ゲーム
- .hack//G.U.

### ドラマCD
- ARIA（エレベータのおじさん）
- エル・カザド

### 吹き替え
- iCarly
- グッド・ワイフ
- ザ・パシフィック
- ミディアム6 霊能者アリソン・デュボア

### CM
- スカパー!

### ラジオ
- あさくさFM 熊谷ニーナの芝居人〜しばいびと

### 舞台
2002年
- 東京鉄火青年
- BABY,オンリー・ユー
- 雨、踏じゃった。
- ホテル タイチ

2003年
- アダム・スキー
- くちびるに歌を待て

2006年
- 夏が来ない〜黄昏編

2007年
- 江波戸さんちのにぎやかな正月
- みちかけ
- 骨さえも
- ベンチの二人

2008年
- 眠るまで何もしない

2009年
- 同行二人
- 咲いて
- 猫の墓 〜漱石の思い出〜